# Nesta Cooper
Nesta Marlee Cooper (* 11. Dezember 1993 in Mississauga) ist eine kanadische Schauspielerin.

## Leben und Karriere
Im Alter von sieben Jahren zog Cooper mit ihren Eltern nach Courtenay, Vancouver Island. Nachdem dem Abschluss der High School zog sie nach Vancouver. Seit 2016 ist sie mit dem Produzenten von Reality High, Peter Van Auker, zusammen.
Coopers erste Fernsehrolle hatte sie 2013 in zwei Episoden der Serie Cult. Ihre erste Filmrolle war im Jahr 2015 im Film Diablo. Ihr Schaffen umfasst mehr als zwei Dutzend Produktionen.

## Filmografie (Auswahl)
- 2013: Cult
- 2013: R. L. Stine’s The Haunting Hour
- 2014–2015: Girlfriends’ Guide to Divorce
- 2015: Heroes Reborn
- 2015: Supernatural
- 2015: The Returned
- 2015: UnREAL
- 2015: Diablo
- 2015: So You Said Yes
- 2015: Ties That Bind
- 2016–2018: Travelers – Die Reisenden
- 2016: Motive
- 2016: The 100
- 2016: The Magicians
- 2016: The Edge of Seventeen – Das Jahr der Entscheidung
- 2017: S.W.A.T.
- 2017: Barbie Video Game Hero
- 2017: Curious Females
- 2017: Reality High
- 2018: Spy Kids: Mission Critical
- 2018: Supergirl
- 2018: The Miracle Season
- 2019–2022: See – Reich der Blinden
- 2021: Bliss
- 2023: Cold Copy
- 2024: Turn Me On
- 2024: Kemba